# Sesleria tenerrima
Sesleria tenerrima là một loài thực vật có hoa trong họ Hòa thảo. Loài này được (Fritsch) Hayek miêu tả khoa học đầu tiên năm 1918.